# فريد زين الدين
فريد بن محمد زين الدين (1909 – 17 يناير 1973)، هو دبلوماسي وسياسي سوري.

## مسيرته
سياسي سورية ورجل دولة، كان أحد مؤسسي عصبة العمل القومي في زمن الانتداب الفرنسي وعضواً في وفد سورية الدائم في الأمم المتحدة عند تأسيسها سنة 1945. وفي مرحلة الاستقلال، عُيّن وزيراً مفوضاً في موسكو وفي الأمم المتحدة وفي واشنطن، وفي عهده قطعت العلاقات الدبلوماسية مع الولايات المتحدة الأميركية سنة 1957.

## حياته
ولِد فريد زين الدين في قرية عين قني التابعة لقضاء الشوف والقريبة من المختارة، حيث كان والده قاضياً معروفاً. اعتُقل الأب في بداية الحرب العالمية الأولى وكان من المُفترض أن يُعدم لنشاطه المناهض للعثمانيين، لولا وساطة قام بها شقيقه سعيد زين الدين، رئيس محكمة الاستئناف في جبل لبنان، مع جمال باشا، قائد الجيش الرابع في سورية.
دَرَس فريد زين الدين في مدرسة بيروت الأمريكية (الإترناشيونال كوليدخ IC) ومن ثمّ في الجامعة الأميركية في بيروت. سافر بعدها إلى أوروبا ونال شهادة الدكتوراه في الحقوق من جامعة السوربون وشهادة في الاقتصاد السياسي من جامعة برلين. بدء حياته المهنية مُدرّساً في نابلس وبغداد، قبل الانضمام إلى الهيئة التدريسية في جامعة بيروت الأمريكية، مُحاضراً في كلية الاقتصاد.

## مسيرته
وفي مرحلة الدراسة الجامعية في برلين تعاون فريد زين الدين مع الأمير شكيب أرسلان في تأسيس جمعية سياسي للطلاب العرب المُقيمين في أوروبا، هدفها محاربة الانتداب الفرنسي في سورية ولبنان والبريطاني في فلسطين. عُرفت بجمعية التحرير العربي، وكانت على غرار الجمعية العربية الفتاة التي ظهرت قُبيل الحرب العالمية الأولى. وقد شكّل هذا التجمع السرّي نواة ما سُمّي لاحقاً بعصبة العمل القومي، التي ولِدت رسمياً في قرية قرنايل بجبل لبنان سنة 1933. جمعت العصبة بين صفوفها عدداً من خريجي جامعة بيروت الأميركية، مثل الدكتور قسطنطين زريق والمهندس أحمد الشرباتي والدكتور مدني الخيمي، وكانت تُنادي بالعروبة أولاً، عكس الكتلة الوطنية التي كانت قد ظهرت في سورية قبل سنوات، التي رفعت شعار “سورية أولا.”

## العمل مع الكتلة الوطنية
ولكن عصبة العمل القومي لم تستمر طويلاً وانهارت بسرعة بعد وفاة رئيسها المحامي عبد الرزاق الدندشي، فالتحق زين الدين بالكتلة الوطنية فور وصولها إلى الحكم في كانون الأول 1936 وعُيّن مُديراً للقسم السياسي في وزارة الخارجية.  ولكنه استقال من منصبه احتجاجاً على سلخ منطقة لواء إسكندرون عن سورية سنة 1939 والتحق بمكتب فخري البارودي التابع للكتلة في محلّة القنوات، مُشرفاً على الصحف العالمية وتغطيتها للقضية الفلسطينية. وفي سنة 1943 وبعد عودة الكتلة الوطنية إلى الحكم وانتخاب شكري القوتلي رئيساً للجمهورية، سمّي زين الدين مديراً للتموين في سورية.

### في الأمم المتحدة (1945-1946)
تلقت سورية دعوة رسمية للمشاركة في مؤتمر تأسيس الأمم المتحدة في مدينة سان فرانسيسكو الأمريكية في شهر نيسان من العام 1945، وشُكّل وفد رفيع لهذه المهمة، برئاسة رئيس الحكومة فارس الخوري وعضوية مجموعة من الدبلوماسيين والوزراء والخبراء، يتقدمهم وفريد زين الدين. توجه زين الدين إلى سان فرانسيسكو حيث كانت حيث كان له دور لامعاً ومميزاً جداً ومساهمة فعالة في نقاشات الأمم المتحدة حول مستقبل سورية، كما شارك في صياغة الفصليْن الأوليْن من ميثاق الأمم المتحدة. كما أخد دور مقرر اللجنة الأولى في المؤتمر وتميز ببلاغته واستخدامه الحجة في المفاوضات، مستفيداً من تمكنه من اللغة الإنجليزية. وبعد انتهاء المؤتمر، أرسل وزير الخارجية الأمريكي إدوارد ستيتتينيوس برسالة إلى رئيس الوفد السوري فارس الخوري، عبّر فيها وبشكل خاص عن إعجابه بفريد زين الدين وتقديره للجهود التي بذلها لإنجاح المؤتمر.

### وزيراً مفوضاً في موسكو (1947-1951)
وعند جلاء القوات الفرنسية عن سورية في 17 نيسان 1946، عاد زين الدين إلى دمشق وسمّي أميناً عاماً لوزارة الخارجية السورية. وفي سنة 1947 عينه الرئيس شكري القوتلي وزيراً مفوضاً في موسكو، حيث قدم أوراق اعتماده إلى الزعيم السوفيتي جوزيف ستالين. وعند وقوع الانقلاب الأول في 29 آذار 1949، رفض حسني الزعيم التخلّي عنه وأبقاه مدة إضافية في موسكو، على الرغم من قربه من القوتلي ومن رئيس الحكومة العتقل خالد العظم. وكانت زوجة زين الدين هيفاء العظم، بنت جواد العظم ابن عمّ الرئيس خالد العظم.

### في الأمم المتحدة مجدداً (1951-1952)
بقي زين الدين في موسكو حتى سنة 1951، أي أنه ظلّ بعيداً عن الانقلابات العسكرية التي عصفت بسورية، ابتداء بانقلاب حسني الزعيم في آذار 1949 مروراً بانقلاب سامي الحناوي في شهر آب، وانقلاب أديب الشيشكلي في كانون الأول من العام نفسه. وبعد انقلاب الشيشكلي الثاني في تشرين الثاني من العام 1951، سمّي زين الدين مندوباً دائماً  لدى الأمم المتحدة وبقي في منصبه لغاية تعيينه سفيراً مُعتمداً لدى إدارة الرئيس دوايت أيزنهاور في واشنطن وسفير غير مقيم لدى المكسيك سنة 1952.

## سفيراً في واشنطن (1952-1957)
شهدت هذه المرحلة تراجعاً كبيراً في العلاقات السورية – الأمريكية بسبب قرب دمشق من مصر ورئيسها جمال عبد الناصر، المحسوب على المعسكر الشرقي في الحرب الباردة. وكانت الولايات المتحدة قد دقّت ناقوس الخطر بعد تبادل السفراء بين سورية وجمهورية الصين الشعبية، وانتخاب الزعيم الشيوعي خالد بكداش نائباً في البرلمان السوري، وسفر الرئيس القوتلي إلى موسكو لتعزيز العلاقات مع الزعيم السوفيتي نيكيتا خروتشوف إثر بدأ العدوان الثلاثي على مصر في نهاية شهر تشرين الأول من العام 1956.
عدّت إدارة الرئيس أيزنهاور أن سورية كانت على وشك أن تُصبح جمهورية سوفيتية وبدأت التحضير لانقلاب عسكري للإطاحة بحكم الرئيس القوتلي، الذي كان قد عاد إلى الحكم سنة 1955. ردّت الحكومة السورية بإغلاق السفارة الأمريكية بدمشق وطرد السفير جيمس موس، ما أدى إلى إنهاء تكليف فريد زين الدين في واشنطن وقطع العلاقات الدبلوماسية بين البلدين.

## موقفه من الانفصال
أيد فريد زين الدين قيام الوحدة مع مصرة في شباط 1958 وكان من أشد المُتحمسين والداعمين للرئيس جمال عبد الناصر. وقد عارض الانقلاب العسكري الذي أطاح بالجمهورية العربية المتحدة في 28 أيلول 1961 وتزعّم التيار الوحدوي الناصري بدمشق، كما قدّم دراسة شاملة إلى قيادة الجيش السوري حول ضرورة استعادة الوحدة مع تصحيح مسارها وتجنب الأخطاء التي أدت إلى سقوطها سنة 1961.

## انقلاب 28 آذار 1962
في مُذكراته، يقول مطيع السمّان، مدير قوى الأمن الداخلية في مرحلة الانفصال، أن فريد زين الدين لعب دوراً خفياً في الانقلاب العسكري الفاشل الذي وقع يوم في 28 آذار 1962. مهندس الانقلاب كان المقدم عبد الكريم النحلاوي، وهو الضابط الدمشقي الذي أطاح بجمهورية الوحدة سنة 1961. في انقلابه الجديد قام النحلاوي باعتقال رئيس الجمهورية ناظم القدسي ورئيس الحكومة معروف الدواليبي، مُطالباً بتصحيح مسار الانفصال.  عدّ كثيرون أن هذا الانقلاب جاء بتمويل من المُخابرات المصرية، وأن فريد زين الدين كان هو العقل السياسي الذي وقف خلفه.
تولّى الدكتور زين الدين مفاوضة السياسيين المُعتقلين في سجن المزة، نيابة عن النحلاوي، واقترح على الرئيس القدسي العودة إلى الحكم مع تشكيل حكومة وطنية فيها تمثيلاً كاملاً للناصريين الوحدويين، ولكنه اشترط عليه حلّ المجلس النيابي المنتخب في مطلع عهد الانفصال، نظراً لكثرة الشخصيات المعادية للرئيس عبد الناصر فيه. ولكن وساطته لم تنجح بسبب تمرّد الجيش وقائده اللواء عبد الكريم زهر الدين على عبد الكريم النحلاوي في 1 نيسان 1962. أُعيد القدسي إلى القصر الجمهوري ونُفي النحلاوي خارج البلاد، ما أفقد فريد زين الدين كل ما كان له من نفوذه وتأثير داخل المؤسسة العسكرية.

## وفاته
غاب فريد زين الدين من بعدها عن أي نشاط سياسي وانتقل للعيش في لبنان، وفيه توفي عن عمر ناهز 64 عاماً يوم 17 كانون الثاني 1973.